# Status quo ante bellum

Status quo ante bellum (также statu quo ante bellum, часто сокращаемое до status quo ante) — латинское выражение, означающее «ситуацию, которая существовала до войны».
Этот термин первоначально использовался в международных договорах для обозначения отвода вражеских войск и восстановления довоенной власти. При использовании в таком качестве он означает, что ни одна из сторон не получает или не теряет территорию или экономические и политические права. Это контрастирует с принципом uti possidetis, согласно которому каждая сторона сохраняет за собой ту территорию и другую собственность, которой она владеет в конце войны.
Термин был обобщён до фраз status quo и status quo ante. Вне военного контекста термин antebellum в Соединённых Штатах обычно ассоциируется с периодом до Гражданской войны в США, а в Европе и других странах — с периодом до Первой мировой войны.

## Исторические примеры
Одним из первых примеров является договор, положивший конец ирано-византийской войне 602—628 годов между Византией и Сасанидской персидской империями. Персы оккупировали Малую Азию, Палестину и Египет. После того, как успешное контрнаступление византийцев в Месопотамии, наконец, привело к окончанию войны, целостность восточной границы Рима, какой она была до 602 года, была полностью восстановлена. Обе империи были истощены после этой войны, и ни одна из них не была готова защищаться, когда армии ислама напали на них из Аравии в 632 году.
Другой пример — адало-эфиопская война шестнадцатого века между мусульманским султанатом Адаля и христианской Эфиопской империей, закончившаяся тупиком. Обе империи были истощены после этой войны, и ни одна из них не была в состоянии защищаться от языческих миграций оромо.

### Семилетняя война
Семилетняя война между Пруссией и Австрией длилась с 1756 по 1763 год и завершилась status quo ante bellum. Австрия пыталась вернуть себе Силезию, проигранную в войне за австрийское наследство восемью годами ранее, но эта территория осталась в руках пруссаков.

### Война 1812 года
Ещё один пример войны, закончившейся status quo ante bellum — англо-американская война 1812 года между Соединёнными Штатами и Соединённым Королевством, которая завершилась Гентским договором в 1814 году. Во время переговоров британские дипломаты предлагали закончить войну по принципу uti possidetis. В то время, как американские дипломаты требовали уступки части Канады, а британские официальные лица настаивали на создании пробританского индейского буферного государства на Среднем Западе и сохранении захваченных ими частей Мэна (то есть Новой Ирландии), согласно окончательному договору ни Соединённые Штаты, ни канадские колонии Соединённого Королевства не потеряли и не приобрели какие-либо территории.

### Корейский конфликт в демилитаризованной зоне
Конфликт в демилитаризованной зоне в Корее, который некоторые также называют Второй корейской войной, представлял собой серию незначительных вооружённых столкновений между северокорейскими войсками и войсками Южной Кореи и Соединённых Штатов, которые в основном происходили между 1966 и 1969 годами в корейской демилитаризованной зоне.

### Футбольная война
Футбольная война, также известная как 100-часовая война, была короткой войной между Сальвадором и Гондурасом в 1969 году. Она закончилась прекращением огня из-за вмешательства Организации американских государств.

### Китайско-индийская война
Китайско-индийская война между Китаем и Индией длилась с 20 октября по 21 ноября 1962 года и завершилась status quo ante bellum. Главной причиной войны была оспариваемая китайцами граница в Гималаях. После тибетского восстания 1959 года, когда Индия предоставила убежище Далай-ламе, между двумя странами произошла серия ожесточённых пограничных столкновений.

### Индо-пакистанская война 1965 года
Индо-пакистанская война 1965 года стала кульминацией стычек, имевших место с апреля по сентябрь 1965 года между Пакистаном и Индией. Конфликт начался после пакистанской операции «Гибралтар», которая была направлена на проникновение войск в Джамму и Кашмир с целью спровоцировать восстание против индийского правления. Эта война зашла в тупик и закончилась без территориальных изменений.

### Ирано-иракская война
Ирано-иракская война длилась с сентября 1980 года по август 1988 года. Война не изменила границы. Три года спустя, когда надвигалась война с западными державами, Саддам Хусейн признал права Ирана на восточную половину Шатт-эль-Араба, вернувшись к status quo ante bellum, от которого он отказался десятью годами ранее. Взамен Иран дал обещание не предпринимать никаких попыток вторжения в Ирак, пока последний был занят в Кувейте.

### Каргильская война
Каргильская война была вооружённым конфликтом между Индией и Пакистаном, который произошёл в 1999 году с 3 мая по 26 июля в районе Каргил в Джамму и Кашмире и в других местах вдоль линии контроля. Война началась с проникновения пакистанских солдат и вооружённых повстанцев на позиции на индийской стороне линии контроля. После двух месяцев боёв индийские военные вернули себе большинство позиций на индийской стороне, а пакистанские войска отошли на свои довоенные позиции. Война закончилась без территориальных изменений с обеих сторон.